# Jan Golemo
Jan Golemo (ur. 25 kwietnia 1925, zm. 15 kwietnia 2011) – polski działacz państwowy, przewodniczący Prezydium Miejskiej Rady Narodowej w Tarnowie (1956–1958).

## Życiorys
Ukończył studia prawnicze na Uniwersytecie Jagiellońskim. W 1946 był notowany przez Urząd Bezpieczeństwa za współpracę z Polskim Stronnictwem Ludowym (mikołajczykowskim). Od 14 do 22 stycznia 1947 aresztowany przez Sekcję I Wydziału V Wojewódzkiego Urzędu Bezpieczeństwa Publicznego w Krakowie ze względu na udział w kampanii przed wyborami parlamentarnymi. W późniejszych latach bezpartyjny.
Pracował jako kierownik Wydziału Organizacji w Zakładach Mechanicznych „Tarnów”. Na fali wydarzeń październikowych 2 listopada 1956 był współzałożycielem działającego na rzecz reform i liberalizacji ustroju Tymczasowego (Zakładowego) Komitetu Rewolucyjnego, został jego sekretarzem. Dzięki szybkiemu rozwojowi organizacji i poparciu ze strony pracowników innych dużych zakładów przemysłowych 5 grudnia 1956 został wybrany przewodniczącym Prezydium Miejskiej Rady Narodowej w Tarnowie (pokonał zachowawczego Józefa Klose stosunkiem 45:3 głosów). Stanowisko zajmował do 1958, kiedy zastąpił go Klose. Później przez wiele lat był dyrektorem Zakładów Przetwórstwa Owocowo-Warzywnego w Tarnowie.
Został pochowany na Starym Cmentarzu w Tarnowie.